# Taxeotis promelanaria
Taxeotis promelanaria är en fjärilsart som beskrevs av Walker 1863. Taxeotis promelanaria ingår i släktet Taxeotis och familjen mätare. Inga underarter finns listade i Catalogue of Life.